# Més Madrid
Més Madrid (en castellà: Más Madrid) és un partit polític creat per concórrer a las eleccions municipals de 2019 a Madrid i les eleccions a l'Assemblea de Madrid de 2019.

## Història
La plataforma política base va ser presentada a Madrid al novembre de 2018; encapçalada per l'alcaldessa Manuela Carmena, va anunciar la seva pretensió de succeir la candidatura electoral d'Ara Madrid per a les municipals de maig de 2019. Carmena va afirmar que Més Madrid es finançaria mitjançant microcrèdits i que a la plataforma no cabrien «quotes» reservades per a partits polítics, sinó que els seus integrants ho serien a nivell personal.
El gener de 2019, Íñigo Errejón, fins llavors cap de llista temptatiu de Podem de cara a les eleccions a l'Assemblea de Madrid de 2019 va anunciar en una carta conjunta amb Carmena la seva intenció de presentar-se com a candidat per a aquestes eleccions dins de la plataforma de Més Madrid, anunciant-se en la missiva la intenció de celebració de primàries per a febrer.
La plataforma va ser inscrita com a partit polític el 7 de febrer de 2019. El primer acte públic conjunt de Carmena i Errejón va tenir lloc nou dies després, a La Nave de Villaverde. Havent-se posposat l'inici de les primàries per al 12 de març, l'1 de març Carmena i Errejón van fer públiques les seves llistes per al procés de primàries.

### Eleccions a l'Assemblea de Madrid de 2019
Podem va decidir competir amb la nova formació en lloc de convergir. Carmena va perdre un dels seus 20 regidors i no sumar majoria amb el PSOE. Això va fer que perdés l'alcaldia de la ciutat. A les eleccions autonòmiques, tot i obtenir 20 diputats, no va poder impedir que Isabel Díaz Ayuso del Partit Popular esdevingués presidenta de la Comunitat amb el suport de Ciutadans i Vox.

### Eleccions a l'Assemblea de Madrid de 2021
Més Madrid va rebutjar una coalició amb Podem per a les eleccions a l'Assemblea de Madrid de 2021, i malgrat la pèrdua de vots, les candidatures de Mónica García i de Rita Maestre a la Comunitat i l'Ajuntament respectivament van superar en vots el PSOE, consolidnt-se com el partit de referència a l'esquerra.

### Dimissió d'Íñigo Errejón
El 24 d'octubre de 2024, arrel d'algunes acusacions d'assetjament sexual contra Íñigo Errejón, aquest va abandonar tots els càrrecs orgànics i institucionals al partit i a la coalició Sumar

## Resultats electorals

### Assemblea de Madrid
| Any  | Líder         | Vots    | %          | Escons   | +/– | Govern   |
| ---- | ------------- | ------- | ---------- | -------- | --- | -------- |
| 2019 | Íñigo Errejón | 475,672 | 14.69 (#4) | 20 / 132 | 20  | Oposició |
| 2021 | Mónica García | 619,215 | 16.99 (#2) | 24 / 136 | 4   | Oposició |
| 2023 | Mónica García | 615,171 | 18.35 (#2) | 27 / 135 | 3   | Oposició |

### Ajuntament de Madrid
| Any  | Líder           | Vots    | %          | Escons  | +/– | Govern   |
| ---- | --------------- | ------- | ---------- | ------- | --- | -------- |
| 2019 | Manuela Carmena | 505,159 | 30.99 (#1) | 19 / 57 | 1   | Oposició |
| 2023 | Rita Maestre    | 313,205 | 19.14 (#2) | 12 / 57 | 7   | Oposició |

### Corts Generals
| Any       | Congrés          | Congrés          | Congrés          | Congrés  | Congrés | Senat    | Senat | Líder         | Govern        |
| Any       | Vots             | %                | Pos.             | Diputats | +/–     | Senadors | +/–   | Líder         | Govern        |
| --------- | ---------------- | ---------------- | ---------------- | -------- | ------- | -------- | ----- | ------------- | ------------- |
| 2019 (II) | Dins de Més País | Dins de Més País | Dins de Més País | 2 / 350  | 2       | 1 / 208  | 1     | Íñigo Errejón | Suport extern |
| 2023      | Dins de Sumar    | Dins de Sumar    | Dins de Sumar    | 1 / 350  | 1       | 1 / 208  | =     | Tesh Sidi     | Coalició      |